# Chiesa di San Giovanni Fuorcivitas
La chiesa di San Giovanni Evangelista, detta San Giovanni Fuorcivitas è un importante complesso romanico nel centro di Pistoia. L'appellativo Fuorcivitas ricorda che la chiesa, all'epoca della sua fondazione longobarda, si trovava al di fuori della prima cerchia di mura cittadine.

## Storia
L'edificio longobardo non ha lasciato traccia: la prima attestazione documentaria è del 1119, quando la chiesa viene definita dal vescovo Ildebrando praticamente in rovina (paene destructa). L'attuale edificio fu iniziato probabilmente poco dopo. I lavori si protrassero fino al 1344.
Nei documenti dell'Archivio vescovile di Pistoia sono documentate le commissioni dei lavori di completamento del fianco nord (1323) e del lato absidale ad est (1344).

## Descrizione

### L'esterno e il chiostro

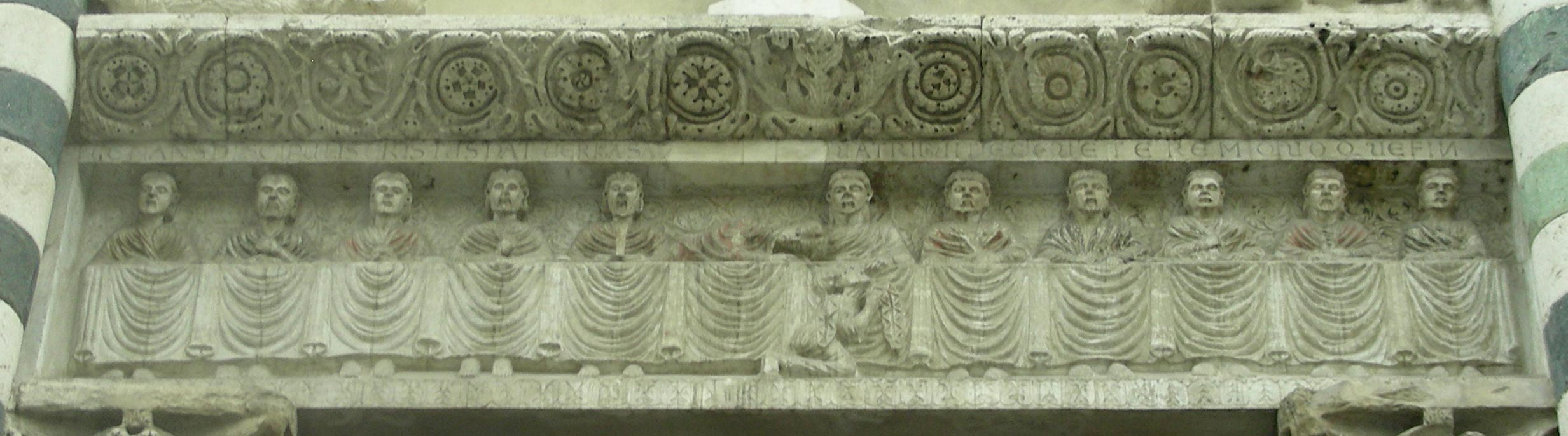
L'architrave

L'edificio si presenta regolarmente orientato, col lato settentrionale, parallelo alle scomparse mura, in grande evidenza mentre il lato meridionale dà sul chiostro, e facciata e lato absidale sono malamente visibili, a causa degli edifici che quasi toccano la fabbrica. Il fianco nord, di conseguenza, è stato sempre considerato la vera facciata e infatti reca al centro il ricco portale con l'architrave scolpita e firmata dal maestro Gruamonte che vi raffigurò l'Ultima Cena (datato 1166). L'opera mostra Gesù a tavola con undici apostoli, mentre Giuda è raffigurato in basso davanti a lui, a sottolineare la sua estraneità alla santità del gruppo. Le figure sono fisse e schematicamente ripetute, con le pieghe ritmiche della tovaglia che creano ampie onde davanti a ciascun personaggio, sembrando quasi un prolungamento delle toghe.
La fiancata presenta un'ornamentazione caratteristica del romanico a Pistoia, che imita il paramento murario tipico del romanico pisano, a file di arcatelle su lesene o colonnette con finestrelle e losanghe che si inscrivono negli archi, ma realizzata impiegando una decorazione dicroma bianca e verde (marmo e serpentino di Prato) che diventa così fitta da sovrastare otticamente il pur complesso partito architettonico. La chiesa così ricostruita, a navata unica con abside a est, fu sottoposta al Proposto di Santo Stefano di Prato, sotto il cui patronato rimase circa un secolo. Alla fine di questo periodo la chiesa fu ampliata, distruggendo l'abside, prolungando il fianco nord e inglobando il lato nord del chiostro. Assunse così la pianta ad aula monoabsidata rettangolare che conserva a tutt'oggi.
Ciò che resta del chiostro del secolo XII rappresenta l'unico esempio a Pistoia di costruzione romanica con paramento misto di pietre e laterizio: sono in pietra le colonnine, adorne di capitelli con teste di leoni e di buoi, in mattoni gli archi e i muri piani. Nel XIV secolo il chiostro fu sopraelevato con una loggia.

### Interno

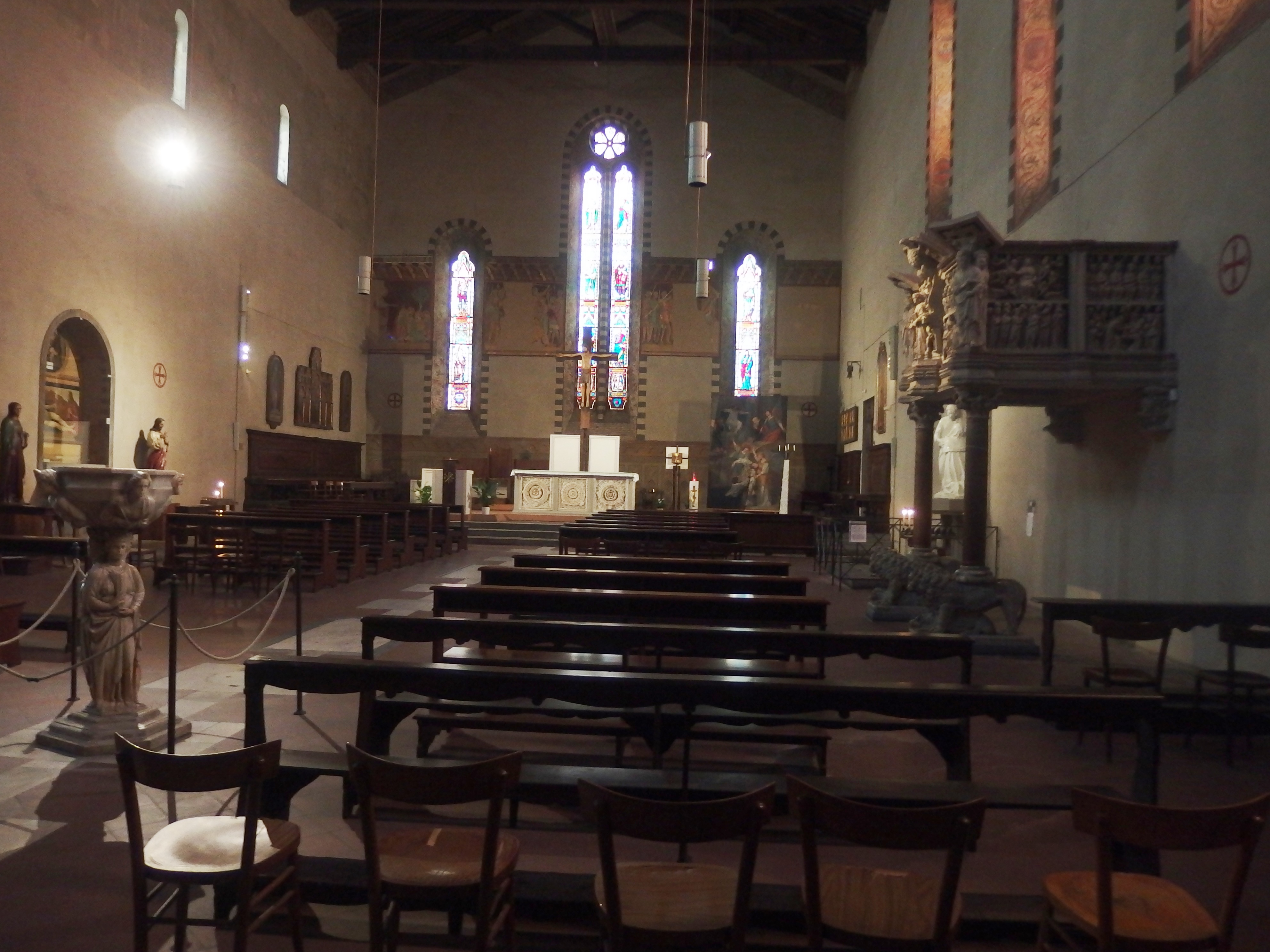
L'interno

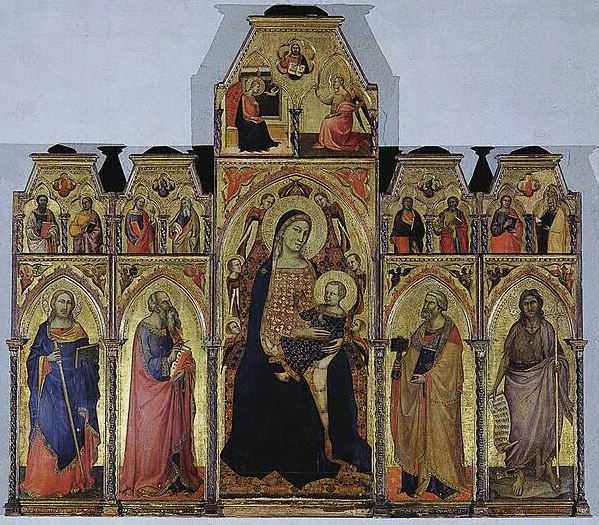
Il polittico di Taddeo Gaddi

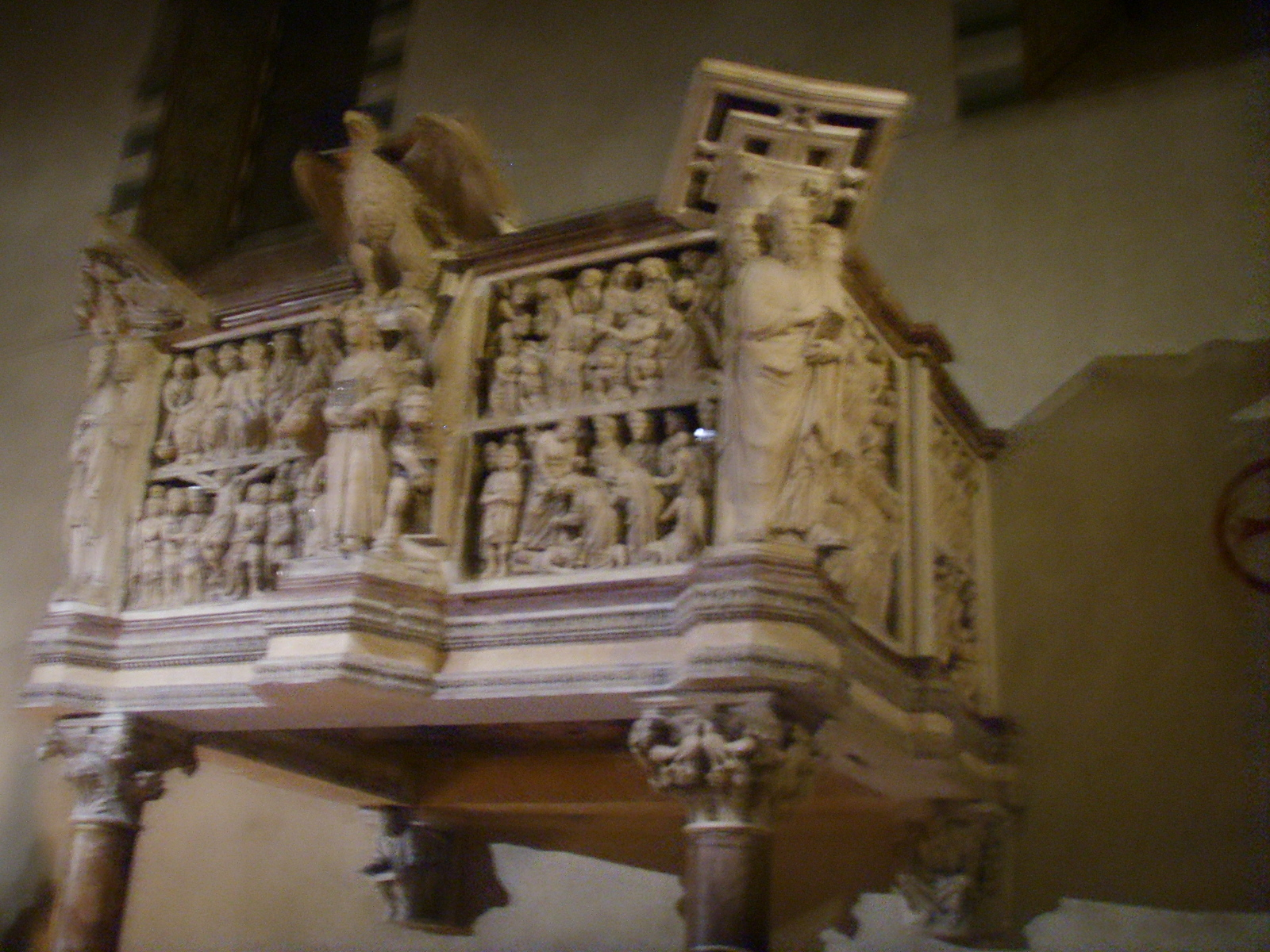
Fra Guglielmo, pulpito

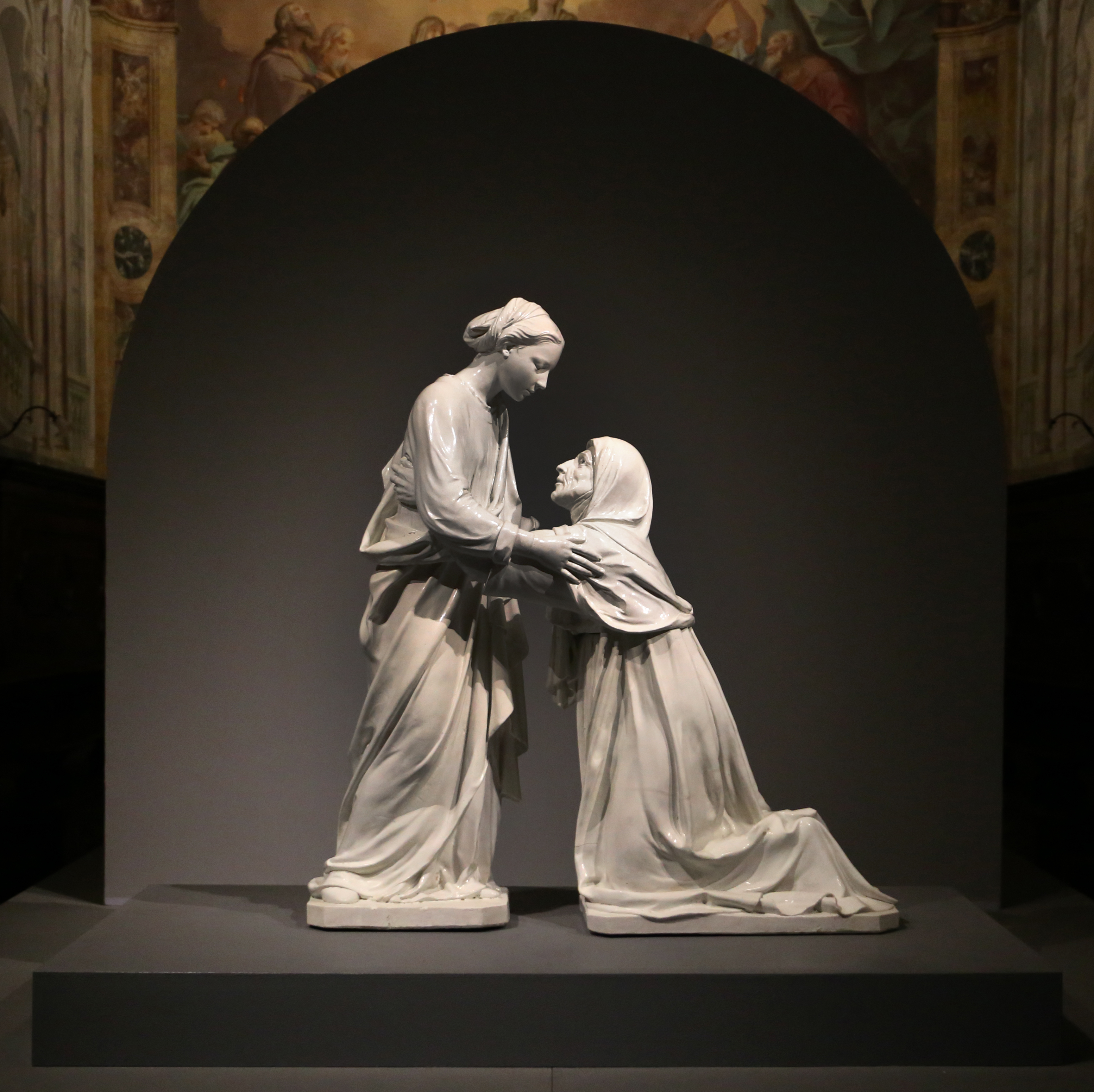
Luca della Robbia, Visitazione

Entrando a sinistra dell'ingresso, sul muro meridionale è collocato il gruppo in terracotta invetriata bianca che rappresenta la  Visitazione, opera di Luca della Robbia. Si tratta del primo esempio conservato di terracotta invetriata a tutto tondo realizzato nella bottega dei della Robbia con la tecnica dell'invetriatura. In origine le due figure erano arricchite da dorature a freddo sui capelli e sulle vesti. L'opera fu commissionata nel 1445 dalla famiglia pistoiese dei Fioravanti e fu collocata probabilmente qui. La separazione del piedistallo delle due figure, che pure si toccano, espediente tecnico per ridurre il rischio di fratture durante la cottura, rende più significativo l'allacciarsi delle braccia e l'incontro degli sguardi tra la Vergine, che invita a rialzarsi Santa Elisabetta e quest'ultima, genuflessa e in adorazione.
Di grande importanza è l'acquasantiera marmorea (XII-XIII secolo), al centro della navata, con le Virtù Cardinali, forse di Giovanni Pisano nella parte superiore, sostenuta dalle cariatidi delle tre Virtù teologali, per cui è stato proposto come autore un allievo della taglia di Nicola Pisano. Non manca chi attribuisce tutto il complesso a Nicola o a Giovanni.
Addossato alla parete sud il Pergamo di fra Guglielmo da Pisa, per il quale è stata suggerita anche una collaborazione di Arnolfo di Cambio. Realizzato nel 1270, fu collocato inizialmente nel presbiterio romanico, poi smontato nel 1625 e ricollocato nella posizione attuale (1778). Le sculture ad altorilievo di marmo apuano risaltavano su uno sfondo in vetri policromi solo in parte conservati. Vi sono raffigurati Evangelisti (negli angoli della cassa e al centro del lato lungo) e Scene del Vangelo. I due leoni stilofori, collocati parallelamente alla navata nel 1778, sono stati riportati alla posizione originaria nel 1947.
Fra le pitture, da segnalare sulla parete sinistra del presbiterio il polittico di Taddeo Gaddi dipinto nel 1350-1353 raffigurante la Madonna col Bambino e i santi Iacopo, Giovanni Evangelista, Pietro e Giovanni Battista. Al di sopra delle figure maggiori, entro archetti gotici e colonnine tortili altre figure di santi a mezza figura e nella cimasa l'Annunciazione in una bifora sovrastata dalla figura del Padre Eterno inserita in una cornice polilobata. Del 1307, sono gli affreschi con Storie della Passione nel coro, attribuiti al Maestro del 1310.
Accanto all'altare, a destra, è posta una tela con la Morte di Sant'Andrea Avellino, eseguita nel 1790 - 94 da Teodoro Matteini, unica opera pubblica in città del pittore protetto da Tommaso Puccini.